# Phyllonorycter farensis
Phyllonorycter farensis là một loài bướm đêm thuộc họ Gracillariidae. Loài này sinh sống ở khu bảo tồn sông Faro ở Cameroon.
Cánh trước dài khoảng 2,7 mm đối với con đực và 3,2 mm đối với con cái. Con lớn mọc cánh vào cuối tháng 11.